# Alfred de Sareshel
Alfred de Sareshel  (XIIe siècle - début XIIIe siècle), philosophe et traducteur

## Sa vie et son œuvre
Nous connaissons assez peu de choses sur ce philosophe médiéval. Originaire de Shareshill dans le Staffordshire en Angleterre, il résida quelque temps  (vers 1190-1200) en Espagne, sans doute dans le cercle des traducteurs de Tolède (représenté par Gérard de Crémone et Daniel de Morley). Il termine chanoine de la cathédrale de Lichfield au début du XIIIe siècle. Il fut, semble-t-il, apprécié de ses contemporains : Alexandre Neckam le mentionne en 1190 pour ses commentaires aristotéliciens. Sareshel lui dédiera d'ailleurs son De motu Cordis, ouvrage de médecine inspiré de la tradition gréco-arabe et salernitaine (il y démontre que l'âme régit le corps par l'intermédiaire du cœur). Cette thèse influencera notamment l'anthropologie d'Albert le Grand mais aussi l'œuvre de Roger Bacon et sera un classique dans les universités médiévales.
Comme traducteur, il publia en latin le livre arabe du Sifa' d'Avicenne consacré aux minéraux et à l'alchimie (De Congelatione et conglutinatione lapidum) ainsi que le De plantis dont l'auteur est un auteur grec du Ier siècle, Nicolas de Damas.

## Liste de ses œuvres
- Commentaires aristotéliciens sur les Météorologiques et sur le De la génération et de la corruption
- En médecine : le De motu cordis
- Sur les minéraux et l'Alchimie : De Congelatione et conglutinatione lapidum. Traduction-résumé d'une partie du Kitâb al-Shifâ d'Avicenne, consacré à la minéralogie, traitant d'alchimie, que Alfred de Sareshel intègre au livre IV des Météorologiques d'Aristote, vers 1200.
- En Botanique : traduction du De plantis de l'arabe au latin, écrit par Nicolas de Damas au Ier siècle (mais faussement attribué à Aristote en Occident au Moyen Âge ; la version grecque est perdue mais a été conservée dans une traduction arabe du Xe siècle due à Ishâq ibn Hunayn), commenté par Albert le Grand dans les 5 premiers livres de son De vegetalibus